# Les Schtroumpfs et l'Amour sorcier
Les Schtroumpfs et l'Amour sorcier est le trente-deuxième album, et la quatre-vingt-seizième histoire, de la série de bande dessinée Les Schtroumpfs originellement créée par Peyo. Publié en 2014 aux éditions Le Lombard, l'album est scénarisé par Alain Jost et Thierry Culliford et illustré par Jeroen De Coninck.
Pour la première fois dans la série, Gargamel est au centre de l'histoire.

## Résumé
Le Grand Schtroumpf, en pleine cueillette dans la forêt en compagnie d'autres Schtroumpfs dont le farceur, le poète et le costaud, déjoue un nouveau piège du sorcier Gargamel. Mais la clochette apposée au dispositif sonne malgré tout et le sorcier accourt aussitôt pour le relever. Constatant que le mécanisme n'a capturé aucun Schtroumpf il se met à déprimer et à penser tout haut, exprimant des regrets sur la vie inutile et solitaire qu'il mène à pourchasser des Schtroumpfs qu'il n'attrape jamais.  
Il se remémore alors une de ses récentes visites au bourg où il avait rencontré Gandolphe, l'un de ses confrères enchanteur, qui l'avait invité à déjeuner chez lui. Cet enchanteur vit confortablement en ville et s'est marié à une tendre épouse du nom d'Aldegonde qui lui concocte de bons petits plats. Il déclare que les affaires marchent bien et que la vie passée à courir la campagne est définitivement derrière lui. Le sorcier regrette de ne pas pouvoir mener ce type de vie et rentre à sa chaumière d'une humeur triste. 
Les Schtroumpfs, qui étaient cachés non loin, ont tout entendu des déclarations de Gargamel et se mettent à en rire. En effet, quelle femme voudrait vivre en couple avec un homme comme lui ? Le Schtroumpf farceur, contrairement à son habitude, a alors une idée très sérieuse : trouver une fiancée au sorcier afin qu'il parte vivre ailleurs et arrête de les menacer. Le Grand Schtroumpf reconnait que l'idée n'est pas dénuée d'intérêt mais, de son propre aveu, il n'y connait pas grand chose en amour. Ainsi, lui et plusieurs de ses petits Schtroumpfs partent demander conseil à Homnibus.   
L'enchanteur est étonné de la requête des Schtroumpfs, ce qui ne l'empêche en rien de les aider en utilisant sa boule de cristal afin de faire apparaître les cœurs solitaires de la région. La boule de cristal fait apparaître :   
- Trudelise, fille de Norbert le bûcheron, une solide jeune femme et force de la nature ayant remporté le dernier concours de lancer de troncs d'arbres.

- Floralie, la délicieuse fille du meunier, qui chante avec une voie d'ange et joue de la harpe à merveille.

- Margot, une fille rousse à la beauté simple qui vit seule et cultive des plantes aromatiques qu'elle vend au marché.

Les deux premières damoiselles n'ayant, selon les Schtroumpfs, pas le bon profil le choix se porte sur Margot. Comme elle fréquente le même marché que Gargamel c'est là-bas que la rencontre devra s'organiser. Olivier, l'assistant d'Homnibus, élabore un plan : les faire se rencontrer à l'auberge autour d'un repas en tête à tête et espérer que la magie de l'amour opère. Mais Gargamel étant un radin notoire il fera croire aux deux futurs tourtereaux qu'ils ont gagné un repas gratuit par le biais d'un concours imaginaire, l'aubergiste ne pouvant rien refuser à l'enchanteur qui l'a soigné pour ses problèmes de foie.     
Le jour du marché, trois Schtroumpfs accompagnent Olivier, dissimulés dans son panier. Le stratagème fonctionne et les deux "gagnants" se retrouvent à table au Gras Goret. Mais la suite est une catastrophe car les manières rustres et les remarques déplacées du sorcier ont pour conséquence la fuite de Margot de l'auberge, furieuse et en larmes. De plus, le Schtroumpf farceur se retrouve par accident dans le sac de Gargamel. La jeune fille part se réfugier chez son amie Roxana qui tient l'herboristerie du bourg. Lorsque cette dernière apprend ce qu'il s'est passé à l'auberge, elle part à la rencontre de Gargamel, bien décidée à lui dire sa façon de penser. Bien que se faisant réprimander, le sorcier est sous le charme de cette belle femme brune aux cheveux longs et présente ses excuses, ce qui étonne grandement le Schtroumpf farceur toujours coincé dans le sac. Roxana, apprenant le métier de "magicien" de son interlocuteur qui s'est excusé, s’intéresse un peu plus à lui et se radoucit car le domaine de la magie la passionne. Elle l'invite même à passer la voir à l'herboristerie s'il a besoin de produits alchimiques.    
Une fois partie, Gargamel trouve que cette Roxana a un sacré tempérament et reste pensif en pleine rue, rêvant d'amour, et ne remarque même pas qu'il s'est mis à pleuvoir à grosses gouttes. Une fois rentré à sa chaumière, il vide son sac contenant ses achats du marché pour préparer sa soupe et découvre le Schtroumpf farceur maladroitement caché dans une botte de carottes qu'il parvient à capturer.

## Couverture
La couverture de cet album montre Gargamel assis dans la forêt au clair de lune, contemplant le ciel nocturne d'un air romantique tout en effeuillant une marguerite. Trois Schtroumpfs l'observent en cachette : le Grand Schtroumpf d'un air soupçonneux, la Schtroumpfette d'un air rêveur et un Schtroumpf lambda (peut-être le Schtroumpf farceur) d'un air moqueur. 

## Autour de l'album
- La boule de cristal d'Homnibus est utilisée de la même manière qu'un site de rencontres en ligne par la consultation de profils. De plus, lorsqu'un Schtroumpf demande à l'enchanteur s'il s'en est déjà servi pour cela, il répond d'un air plutôt gêné, signe que la solitude et la recherche d'amour touche tout un chacun, y compris les sages et les seniors.
- Dans le grenier de Gargamel, le Grand Schtroumpf est très surpris de découvrir une poupée vaudou à son effigie.

- Pour décorer la chaumière de Gargamel, le Schtroumpf peintre réalise un tableau mais un Schtroumpf lambda trouve le résultat étrange. Le Schtroumpf peintre répond que c'est difficile de peindre avec un pinceau si gros (il a utilisé l'un de ceux de Gargamel). Le tableau en question est une reproduction des Tournesols de Vincent Van Gogh.